# Alberto García Granados
Alberto Fernando Próspero García Granados y Ramírez (Durango, Durango; 29 de julio de 1848 - Ciudad de México, 8 de octubre de 1915) fue un ingeniero agrónomo y político mexicano. Fue secretario de Gobernación y gobernador del Distrito Federal. 
Estuvo involucrado en el asesinato de Francisco I. Madero y fue capturado durante la Revolución mexicana, siendo fusilado, en lo que ha sido el único asesinato político en la historia de México que ha sido esclarecido.

## Semblanza biográfica

El dictador Victoriano Huerta flanqueado por sus ministros Francisco León de la Barra y Alberto García Granados.

Sus padres fueron José Vicente García Granados y Zavala, y Josefa Ramírez y Palacios, ambos de buena posición económica. Realizó sus estudios en la Ciudad de México en el Liceo Franco Mexicano. En 1861 viajó a Alemania para estudiar en la Escuela de Agricultura de la Universidad de Bonn, realizó algunos otros estudios en Inglaterra. Obtuvo el título de ingeniero agrónomo. Fue propietario de la hacienda Cháhuac en Huejotzingo. Fue vicepresidente y presidente de la Sociedad Agrícola Mexicana. Fue autor de varios estudios económicos y agrícolas. En 1884 se pronunció en contra de la propuesta del presidente Manuel González al respecto del arreglo y conversión de la deuda externa con Inglaterra, la cual había sido criticada por Salvador Díaz Mirón. Contribuyó como articulista, junto con su hermano Ricardo García Granados, en los periódicos de oposición El Demócrata y La República. Por su participación en manifestaciones callejeras fue encarcelado. Contrario al régimen de Porfirio Díaz, decidió autoexiliarse a Europa. De regreso en México, se casó en 1891 con Teresa María de la Merced Campero Flores. Fue diputado de la XX Legislatura de México del Congreso de la Unión.
Al inicio de la presidencia interina de Francisco León de la Barra fue gobernador del Distrito Federal. El 3 de agosto de 1911 sustituyó a Emilio Vázquez Gómez cuando éste renunció al cargo de secretario de Gobernación. A pesar de que Francisco I. Madero consideró el cambio benéfico, García Granados se opuso a la política de conciliación entre el antiguo régimen del porfiriato y el maderismo, movimiento que repudiaba. Pugnó por licenciamiento incondicional de las tropas revolucionarias y por exterminar el zapatismo en el estado de Morelos. Su animadversión por Madero fue tal, que se le atribuyó la frase: "La bala que mate a Madero salvará a la República". Tuvo que abandonar su puesto en octubre, debido a la presión pública, poco después de que Emiliano Zapata irrumpiera en Milpa Alta. Fue señalado de secundar y financiar la rebelión encabezada por Félix Díaz en Veracruz en octubre de 1912.
Durante la Decena Trágica, Juan Sánchez Azcona y Gustavo Adolfo Madero, hermano del presidente, descubrieron que estaba en arreglos entre Victoriano Huerta y Félix Díaz. Fue señalado también, tiempo después de haber incitado a la soldadesca de Félix Díaz a linchar a Gustavo Madero y al marinero Adolfo Bassó. Mediante la firma del Pacto de la Embajada fue nombrado nuevamente secretario de Gobernación por el régimen golpista. Presuntamente participó en un consejo de ministros que se llevó a cabo el 21 de febrero de 1913, durante el cual se decidió llevar a cabo los asesinatos de Madero y Pino Suárez, aunque en una entrevista otorgada al periódico El Radical, el 30 de julio de 1914, negó la existencia del consejo. Durante su breve gestión como titular de Gobernación intentó negociar inútilmente la paz con Emiliano Zapata comisionando a uno de sus subalternos para acompañar a Pascual Orozco Merino, padre de Pascual Orozco Vázquez, quien resultó fusilado.

## Captura, juicio y ejecución
Fue aprehendido durante Revolución mexicana en su domicilio de la colonia Juárez, de la Ciudad de México, por las fuerzas de la policía especial del Cuerpo del Ejército del Noroeste. El 28 de septiembre la prensa carrancista hablaba en tono jactancioso de la captura de Alberto García Granados, ex secretario de Gobernación, del que calificaba "régimen oprobioso del pretoriano Huerta", quien tenía muchas culpas, las cuales había llegado la hora de pagar ante los tribunales. Por lo pronto fue internado en la Cárcel de Belén y desde un principio se auguró que sería enviado al  paredón. Al ingeniero agrónomo, viudo, originario de Durango, con 67 años de edad, se le acusaba del delito de rebelión y de acuñar la frase de que la  bala que matara a Madero salvaría a la república. Por cierto que el difusor de tal afirmación, falsa o verdadera, fue Querido Moheno, quien estuvo exiliado en Estados Unidos y luego en La Habana.
Cómo es que García Granados fue capturado. Es probable que la amnistía otorgada a José López Portillo y Rojas y a Francisco Olaguíbel, le haya inspirado confianza y empezó a salir a la calle sin las debidas precauciones. Pero también pudo haber ocurrido que sospechando que García Granados no había huido del país, Pablo González le haya lanzado un garlito, consistente en amnistiar en forma deliberada a López Portillo y a Olaguíbel. A continuación mandó a la policía a vigilar su casa con la resultante de que efectivamente lo atraparon. El general Pablo González dispuso que fuera trasladado a la Cárcel de Belén y puesto a disposición de las autoridades militares. Inmediatamente, el licenciado Manuel Castro de la Fuente procedió a juzgarlo conforme a la ley expedida por Juárez el 25 de enero de 1862. Su aprehensión causó consternación tanto en México como en el extranjero, ya que no se entendía el porqué no se le amnistiaba como a López Portillo. Tampoco se entendía el porqué iba a ser sometido a un juicio militar.
A juicio de José C. Valadés, Pablo González ansiaba erigirse en el vengador de Madero, ya que fusilando a "reaccionarios" o "huertistas", pensaba alcanzar una gloria similar a la de Benito Juárez, quien fusiló al archiduque Maximiliano. Pero también hubo otro motivo: ansiaba ganar prestigio y dejar atrás su condición de segundón entre las filas de los generales constitucionalistas. Por ello dispuso que García Granados fuera sometido a Consejo de guerra, no obstante que en realidad el acusado no había cometido delito alguno. Prueba de ello, es que durante el juicio sus acusadores no presentaron pruebas convincentes sobre su responsabilidad en la traición de Huerta, en la alteración del orden constitucional, ni en el crimen cometido en las personas Madero y Pino Suárez. A pesar de esto el juez tercero de instrucción militar, juzgó al ingeniero agrónomo Alberto García Granados por el delito de rebelión. Se le acusó de haber entregado documentos al embajador de Alemania en México los cuales mencionaban una compra de armas alemanas a cambio de una probable alianza futura contra Estados Unidos.
Al serle tomada su declaración, García Granados expresó que al estallar la rebelión de febrero de 1913, mientras hacía un viaje a Cuernavaca para encontrarse con el general Felipe Ángeles, Francisco I. Madero dejó como comandante militar de la plaza al general Victoriano Huerta. En el ínterin, Huerta le confió que el plan era derrocar a Madero, y para ocupar su lugar le ofreció la presidencia interina de la república. Que Huerta le ofreció el puesto, porque tenía la convicción de que García Granados sería aceptado por los distintos grupos revolucionarios del norte y también por Félix Díaz. Sin mayores preámbulos, García Granados afirmó que rechazó el cargo que le ofrecían. Lo que aceptó fue la encomienda de Huerta de acudir a La Ciudadela para tratar diversas cuestiones con Félix Díaz y Manuel Mondragón, que encabezaban el ataque. De cualquier forma, estos planes no prosperaron y finalmente Madero regresó a la capital de la república con mayores refuerzos para sostenerse en el poder.
Tan pronto como triunfó el cuartelazo de La Ciudadela, Félix Díaz y Huerta formaron el gabinete, y acordaron que García Granados ocupara la Secretaría de Gobernación, cargo que desempeñó por escasos dos meses, ya que renunció el 24 de abril. Ya en el puesto, afirmó que se enteró de que querían desaparecer a Madero y a Pino Suárez, a lo que se opuso, argumentando que sería una medida contraproducente puesto que sus partidarios los proclamarían mártires, y continuaría la guerra civil. En virtud de ello, propuso que Madero y Pino Suárez fueran sometidos a un proceso, e incluso formuló el proyecto. Para proteger las vidas de ambos, García Granados planteó que quedaran detenidos durante algunos meses y puestos bajo la jurisdicción de su secretaría. Al enterarse de que se habían consumado los asesinatos, se disgustó grandemente, por lo que hizo gestiones para que se hiciera una averiguación minuciosa y se castigara a los responsables, la cual no se llevó a cabo. Negó en cambio haber asistido a un supuesto consejo de ministros para tratar el asesinato de Madero. García Granados expresó que jamás hubo tal consejo, y que si lo hubo, no fue invitado. Días después de presentada su renuncia, se retiró de la política nacional. A partir de entonces permaneció en su casa, y al triunfo de Carranza, se escondió saliendo sólo de noche, hasta que fue aprehendido y conducido a la cárcel. Después de rendir su declaración, García Granados negó haber formulado la frase que le atribuyó Querido Moheno, sobre la bala que matara a Madero.
Su abogado, Francisco Serralde, solicitó al juez tercero de Instrucción Militar, que se declarara incompetente para juzgarlo porque García Granados se había separado de la Secretaría de Gobernación, veinte días antes de que Carranza declarara vigente la Ley de Juárez. Adujo que el acusado renunció el 24 de abril y que Carranza resucitó la ley juarista el 14 de mayo de 1913. Para reafirmar su tesis, citó que el Primer Jefe había asentado que dicha ley entraba en vigor a partir de la fecha de "la publicación de este decreto". Cuando ello sucedió, García Granados había dado por concluida su participación en la vida pública. Para fortalecer su defensa, expresó que García Granados era mayor de 60 años, y solicitó que se interrogara a varios testigos que con seguridad abonarían su conducta. El consejo de guerra dio inicio a las tres y media de la tarde del 6 de octubre en el salón de jurados de la Cárcel de Belén, bajo la presidencia del coronel Vidal Garza Pérez. Desde la mañana, la sala estaba llena y a punto de reventar. Uno de los testigos afirmó que tuvo conocimiento de que García Granados acudió varias veces a la embajada estadounidense para entrevistarse con el embajador Henry Lane Wilson, hecho que negó el acusado. Antonio Rivera G., abogó con tanto calor por el acusado que las autoridades militares ordenaron detenerlo inmediatamente. Aquiles Elorduy se mostró sumamente moderado en sus juicios, pero aceptó que junto con el acusado formó parte de una Defensa Social partidaria del orozquismo. Otros testigos se limitaron a abonar la conducta del reo, presentándolo como hombre honrado y afecto al imperio de la ley.
Al intervenir García Granados, dijo que si bien aceptó la cartera de Gobernación en el gobierno de Huerta, ello no significaba que hubiera estado del todo de acuerdo con su política. Para concluir, expresó que su gestión no superó los dos meses ya que rápidamente entró en discrepancias con Huerta y renunció.
El agente del Ministerio Público, Méndez Alarcón, pidió dos años de cárcel para García Granados. Al escuchar tales palabras, García Granados sufrió un desmayo. Luego de impartírsele los auxilios médicos, los miembros del consejo de guerra pasaron al salón de deliberaciones, en donde permanecieron hasta después de la media noche. A las cero horas treinta minutos del 7 de octubre reaparecieron en la sala de sesiones. Con voz pausada leyeron el veredicto que condenaba a García Granados a sufrir la pena de muerte. Se asentó que el acusado era culpable del delito de rebelión encabezado por Huerta en contra del gobierno legítimo de la Revolución, que ello sucedió cuando Huerta figuraba como comandante militar de esta plaza. Se agregó que la citada rebelión triunfó, desconoció a Madero e impuso en su lugar a Huerta como presidente de la república, sin haberse llevado a cabo elecciones. Pero hubo más cargos contra García Granados. Se dijo que cuando Madero salió para Cuernavaca en busca de refuerzos para proteger a la Ciudad de México, se convirtió en intermediario entre Huerta y Félix Díaz, aparte de que solicitó que se procesara a Madero y a Pino Suárez. Todo ello era la prueba irrefutable de que se rebeló contra Madero y Pino Suárez. Para remachar, los miembros del consejo de guerra señalaron que no estaba a discusión la fecha de la entrada en vigor de la ley del 25 de enero de 1862, y que con motivo de la Revolución, los amparos estaban suspendidos. Quiere decir, que García Granados no podía ampararse. Al escuchar esta sentencia, García Granados sufrió un infarto y cayó al suelo. Una vez que recuperó el conocimiento, los agentes lo introdujeron en su celda.
Inmediatamente su abogado pidió al general Pablo González la revocación del fallo, señalando que la pena era sumamente drástica en comparación con la del agente del Ministerio Público, quien sólo pidió dos años de cárcel. Pidió el indulto o la conmutación de la pena, pero el general Pablo González se mantuvo firme en la sentencia de la pena de muerte. Vistas así las cosas, se pidió clemencia al propio Venustiano Carranza, sin resultado alguno. Como último recurso, el abogado pidió cita al general Pablo González quien lo recibió de pie en su despacho, haciéndole ver que ya tenía todo preparado para que García Granados fuera fusilado. Y advirtió que si el reo estaba enfermó y no se podía mantener de pie, mandaría que lo amarraran a un poste para poder fusilarlo. Terminó diciendo que la historia juzgaría si había procedido en forma correcta o no.
Toda la noche García Granados estuvo acompañado de sus familiares y amigos. A su hijo Rafael le confió que el único responsable del asesinato de Madero y de Pino Suárez, había sido Victoriano Huerta.
Antes de partir al patíbulo, García Granados escribió unas líneas que dio al ahora también preso, Antonio Rivera G., que decía: "Muero sin rencores, rogando a Dios que mi sangre sea la última que se derrame en esta horrible lucha de hermanos con hermanos; y hago un llamamiento a todos los mexicanos, a fin de que, olvidando pasiones políticas, aúnen todos sus esfuerzos y sus voluntades en bien de la patria."
Ya en el patíbulo, mismo al que lo acompañaron Manuel Zamacona e Inclán y Ricardo Aguirre, el ingeniero García Granados se colocó en el paredón y en forma inesperada una mujer del pueblo gritó: "¡Que caigan los traidores!" Al recibir la descarga, el ingeniero García Granados abrió desmesuradamente los ojos girando sobre los talones y azotó contra el pavimento. Como los médicos notaron que su corazón latía, un sargento le dio el tiro de gracia. Justo a las 11: 18 horas del 8 de octubre de 1915, el ingeniero Alberto García Granados fue pasado por las armas en los llanos de la Escuela de Tiro de la Ciudad de México. En forma simultánea, una turba enloquecida apareció frente a la casa del abogado defensor de García Granados, lanzando gritos de "mueras a la reacción" y "vivas a la Revolución, y al general Pablo González". Como nadie le puso un alto, la turba lapidó la casa del abogado. Los partidarios de Francisco Villa, así como los zapatistas bajo el mando del general Genovevo de la O, declararon que García Granados de haber caído en sus manos de igual forma lo hubiesen pasado por las armas. Alberto García Granados fue padre del historiador y académico Rafael García Granados.